# اچ‌ام‌اس تایگر (۱۷۹۴)
اچ‌ام‌اس تایگر (۱۷۹۴) (به انگلیسی: HMS Tiger (1794)) یک کشتی بود که طول آن ۶۷ فوت ۸ اینچ (۲۰٫۶۲ متر) بود. این کشتی در سال ۱۷۹۴ ساخته شد.